# Impatiens dichrocarpa
Impatiens dichrocarpa är en balsaminväxtart som beskrevs av Leveille. Impatiens dichrocarpa ingår i släktet balsaminer, och familjen balsaminväxter. Inga underarter finns listade i Catalogue of Life.